# Thymus praecox
Thymus praecox — вид трав'янистих рослин родини глухокропивові (Lamiaceae), поширений ув Європі, Гренландії та Західній Азії. Етимологія: лат. praecox — «ранньостиглий».

## Опис
Багаторічні трав'янисті рослини заввишки 3–10(15) см, з повзучими розгалуженими стеблами (основне стебло закінчується безплідним пагоном); квітконосні стебла висхідні, тупоквадратні до майже циліндричних. Стебла довгі, до 45 см у довжину, злегка деревні, сланкі, повністю волохаті або волохаті тільки з двох протилежних сторін. Товсті, жорсткі, зверху волохаті листки 4–15 × 1.2–5(8) мм, від еліптичних до майже круглих, зазвичай тупі або заокруглені на верхівці, з вираженими жилками на нижній стороні. Приквітки схожі на листки. Суцвіття 8–30 × 10–15 мм. П'ять чашолистків довжиною 3–5 мм, часто фіолетові чи пурпурові, біля основи білуваті. Віночок 5.5–8 мм, волосистий, фіолетовий. Цвіте з травня по серпень; червоно-фіолетові квіти сильно пахнуть. Плоди 4-дольні; плодики ≈ 0.9 мм, кулясті, темно-коричневі.

## Поширення
Європа (Австрія, Бельгія, Чехія, Словаччина, Німеччина, Угорщина, Нідерланди, Польща, Швейцарія, Фарерські острови, Ісландія, Норвегія, Велика Британія, Албанія, Болгарія, країни колишньої Югославії, Греція, Італія, Румунія, Франція, Іспанія), Гренландія, Західна Азія (Туреччина, Південний Кавказ, Іран). Натуралізований у США.
Найкраще росте в сухих, кам'яно-супіщаних ґрунтах з нейтральною або лужною реакцією. Населяє гірські луки, сухі ліси.

## Використання
Використовується в народній медицині, щоб допомогти травленню, як анксіолітик, протикашльовий і глистогінний засоби. Ефірна олія, отримана з листя, використовується в парфумерії, як засіб для полоскання рота, в медицині тощо Користають для трав'яного покриву в декоративних садах. Листові пластини можуть використовуватись як приправи.

## Галерея

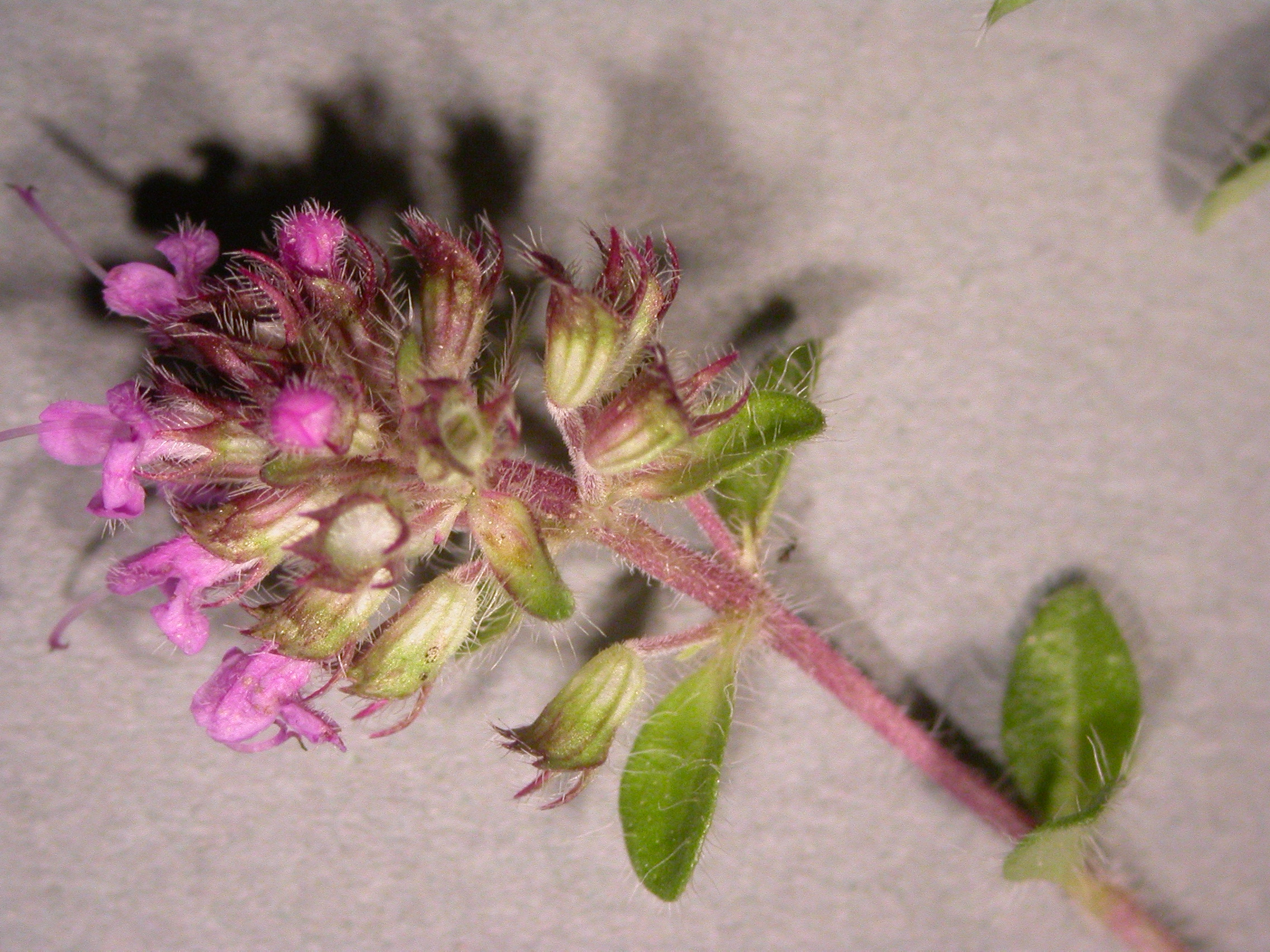
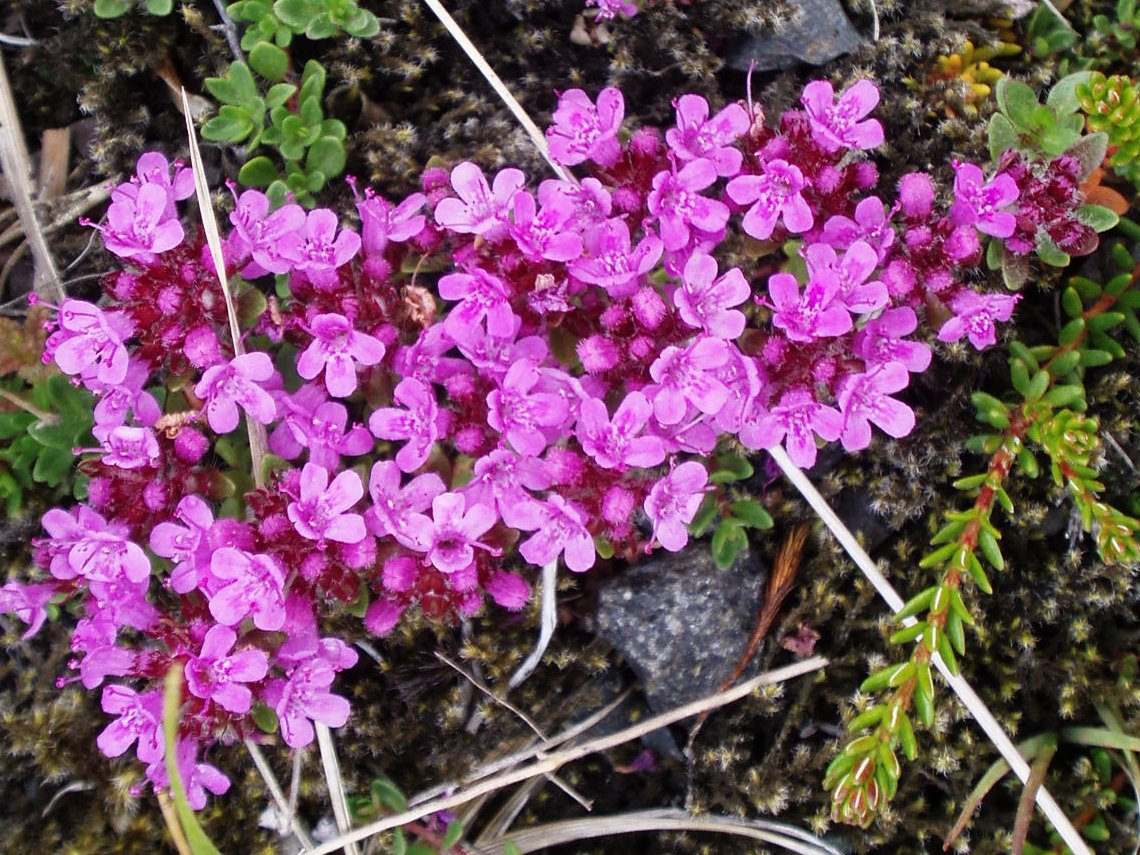
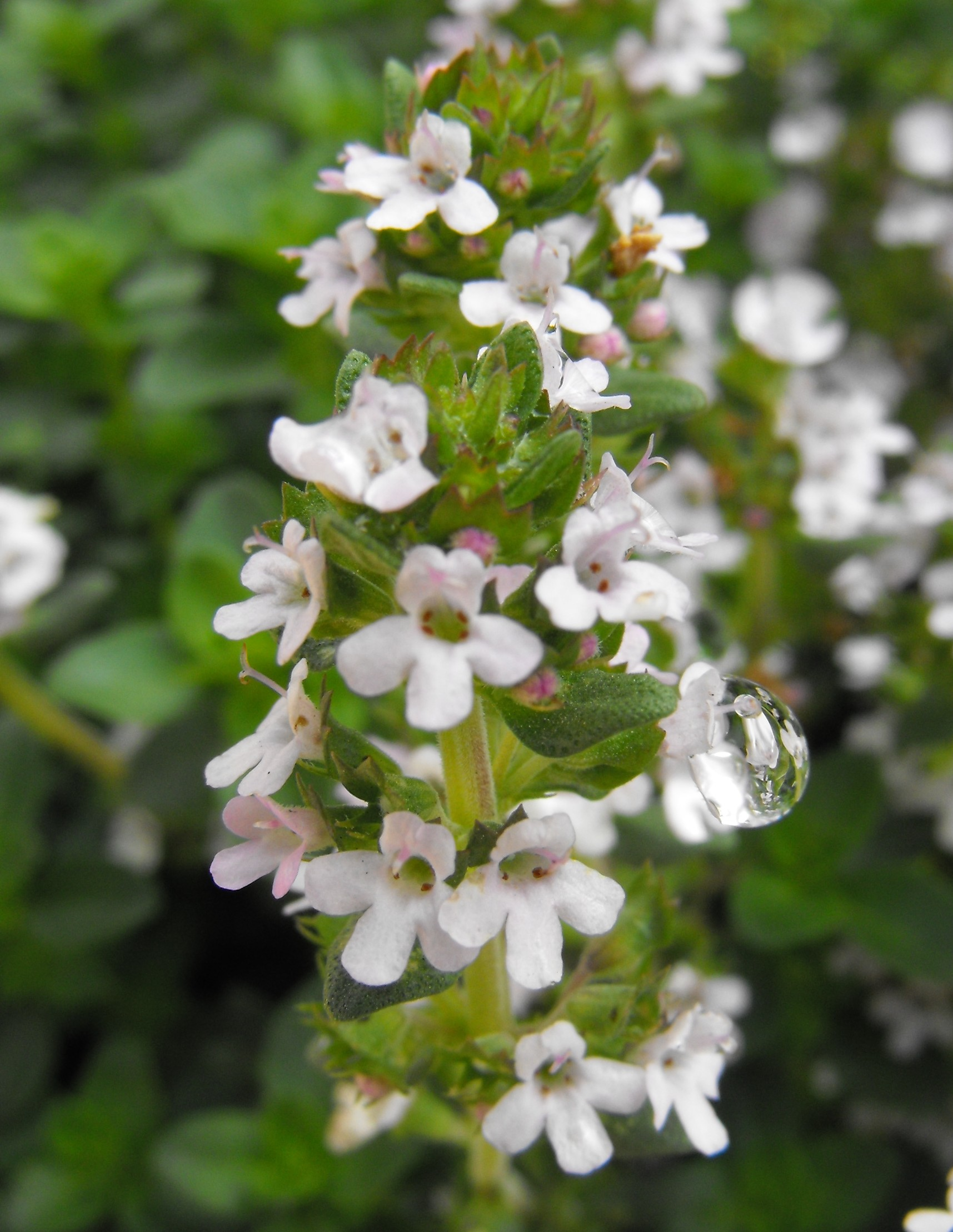